# سبايرو: ذيل البطل
سبايرو: ذيل البطل (بالإنجليزية: A Heros Tail)‏ هي اللعبة الخامسة من سلسلة العاب فيديو سبايرو, نزلت الاسواق في العام 2004 و تعتبر أول لعبة من سلسلة سبايرو تصدر على جهاز العاب الأكس بوكس.

## القصة
سبايرو يجب عليه أن ينقذ عوالم التنين من التنين الأحمر الشرير الذي زرع استنزاف الضوء المجوهرات المظلمة في جميع أنحاء عوالم التنين في محاولة لأسر وسيطرة على العالم بمساعدة حلفائه، سبايرو يجب أن يبحث عنه ويحطّم كلّ الظلام لإرجاع الأراضي إلى وضعها الطبيعي لتحرير عوالم التنين من سيطرة التنين الشريّر، سبايرو سيسافر عبر ظلام الأراضي الغامضة التي البيئات فيها تتحول من الشرّ إلى الخير فجأة

## روابط خارجية
- سبايرو: ذيل البطل على موقع IMDb (الإنجليزية)